# AFC 앤섬
AFC 앤섬(AFC Anthem)은 아시아 축구 연맹이 주관하는 대회에서 사용하는 공식 테마 뮤직이다.

## 역사
음악 작곡가인 이동준이 작곡하였으며 2015년 AFC 아시안컵 대회부터 사용되었다.

## 같이 보기
- FIFA 앤섬